# Hongkou Zuqiuchang
Hongkou Zuqiuchang (chiń. 虹口足球场站) – stacja początkowa metra w Szanghaju, na linii 3 i 8. Zlokalizowana jest pomiędzy stacjami Chifeng Lu, Dongbaoxing Lu oraz Quyang Lu i Xizang Bei Lu. Została otwarta 26 grudnia 2000.